# Équipe du Bangladesh de rink hockey
L'équipe du Bangladesh de rink hockey est une ancienne sélection nationale qui représenta le Bangladesh à l'occasion du Championnat du monde B de rink hockey masculin 2008. Toutefois, malgré son inscription à la compétition, la sélection du Bangladesh ne s'est pas présentée pour participer aux épreuves. Elle a donc perdu tous ses matchs sur forfait et ses adversaires ont été crédités d'une victoire sur le score de 3-0.
Le Bangladesh n'a depuis pas été représenté dans une compétition mondiale de rink hockey.